# Anihilació

Un diagrama de Feynman de l'anihilació d'un positró amb un electró en un fotó que també es torna a desintegrar en un positró i un electró

En física, el terme anihilació s'aplica al procés que succeeix quan una partícula subatòmica col·lideix amb la seva respectiva antipartícula. Al procés desapareixen les dues partícules però com que l'energia i el moment s'han de conservar, la seva massa es transforma en energia que es manifesta com l'emissió de noves partícules i/o radiació. Les antipartícules tenen exactament el mateix nombre quàntic, però oposat, que les partícules, per tant la suma dels nombres quàntics de la parella original és zero. Com que s'ha de complir la conservació de l'energia i del moment, la suma dels nombres quàntics del conjunt de partícules que es produeixi haurà de ser també zero.
Els possibles productes de l'anihilació dependran del tipus d'interacció que es pugui produir a partir de les partícules inicials i de la seva cinemàtica. En l'anihilació de matèria amb antimatèria un quark, i un antiquark es poden anihilar en gluons, en fotons, o en bosons W; un electró, i un positró, es poden aniquilar en fotons, o en un bosó Z. Un electró i un positró s'anihilen donant lloc, normalment, a dos fotons gamma de 511 keV cadascun (radiació d'anihilació).